# Križevniška ulica

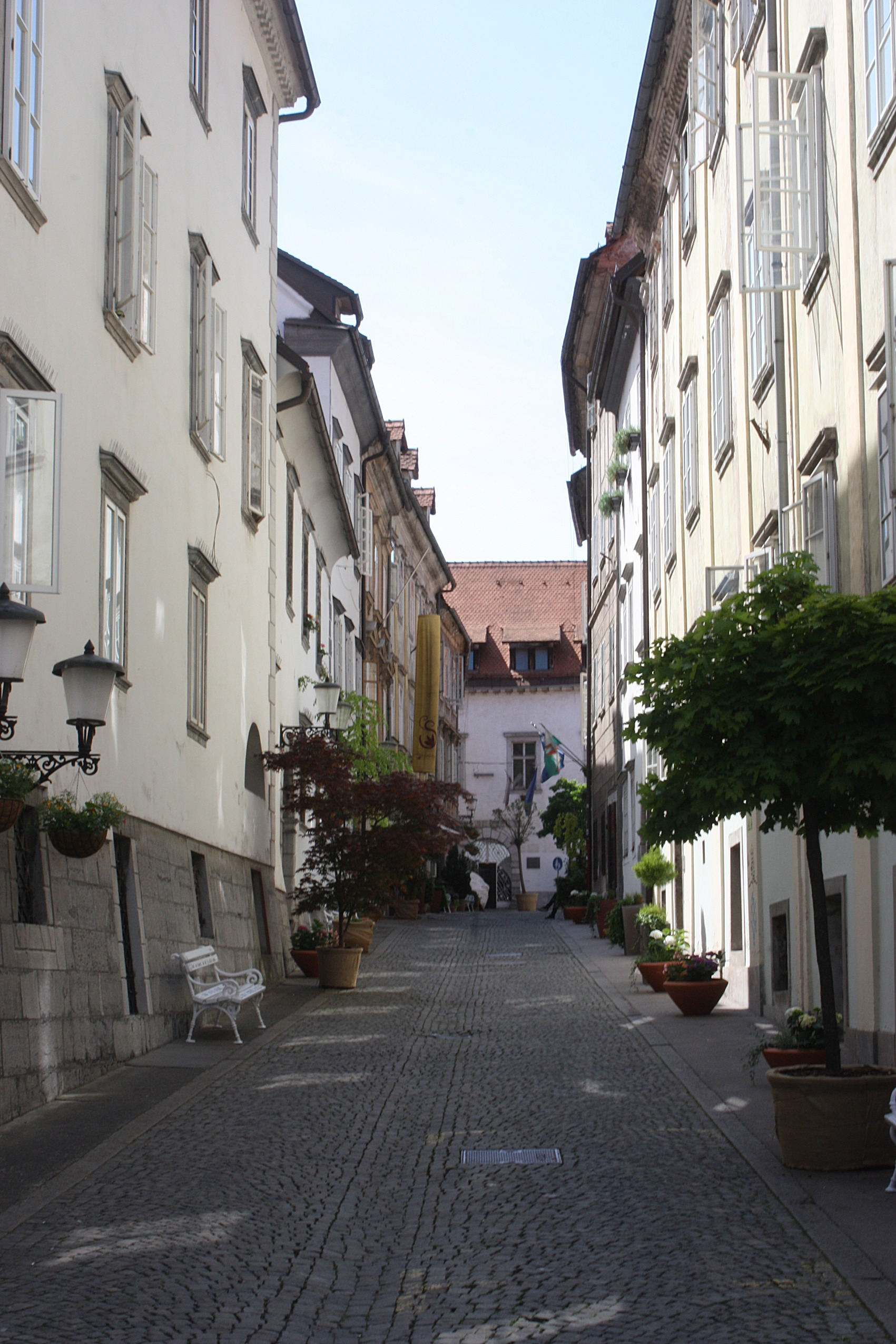
Križevniška ulica, Blick zur Križanke

Križevniška ulica (Deutschherrengasse) ist der Name einer kurzen Straße der auf der westlichen Seite der Ljubljanica gelegenen Altstadt von Ljubljana, der Hauptstadt von Slowenien. Sie verbindet die Gebäude der ehemaligen Kommende Laibach, der Križanke mit der Ljubljanica.

## Geschichte
Die Straße ist nach bereits vor 1826 unter diesem Namen bekannt.

## Lage
Die Straße verläuft von der Kreuzung  Križevniška soteska und Gosposka ulica nach Osten bis Breg.

## Bauwerke und Einrichtungen
- Križanke
- Mini teater Ljubljana[3]
- Synagoge und Jüdisches Kulturzentrum Ljubljana[4]
- Stolpersteine (Hausnummern 5 und 7)